# Prionopetalum dentigerum
Prionopetalum dentigerum är en mångfotingart som beskrevs av Karl Wilhelm Verhoeff 1941. Prionopetalum dentigerum ingår i släktet Prionopetalum och familjen Odontopygidae. Inga underarter finns listade i Catalogue of Life.